# Estación de Veriña
Veriña es una estación de ferrocarril situada en la parroquia homónima perteneciente al municipio español de Gijón, en el Principado de Asturias. Forma parte de la red de ancho ibérico y de la red de ancho métrico operada por Renfe Cercanías. Está integrada dentro del núcleo de Cercanías Asturias como parte de la línea C-1 (ancho ibérico), así como de la línea C-4 (ancho métrico).

## Situación ferroviaria
La estación consta de dos instalaciones próximas entre sí pertenecientes a la red de ancho ibérico y a la red de ancho métrico del Administrador de Infraestructuras Ferroviarias (Adif).
La primera de ellas es una estación se encuentra en el punto kilométrico 166,289 de la línea férrea de ancho ibérico que une Venta de Baños con Gijón a 19 metros de altitud. El tramo en el que se encuentra es de vía doble y está electrificado. También forma parte de la línea de mercancías Serín-Aboño, encontrándose en el punto kilométrico 6,8, entre las estaciones de Poago y Aboño.
La segunda de las instalaciones se encuentra en el punto kilométrico 315,084 de la línea férrea de ancho métrico que une Ferrol con Gijón a 19 metros de altitud. El tramo en que se encuentra es de vía única electrificada.

## Historia
Respecto a la parte correspondiente a la red de ancho ibérico, la estación fue abierta al tráfico el 23 de julio de 1874 con la puesta en marcha del tramo Pola de Lena-Gijón de la línea que pretendía unir León con Gijón. La construcción fue obra de la Compañía de los Ferrocarriles de Asturias, Galicia y León creada para continuar con las obras iniciadas por Noroeste anterior titular de la concesión. Sin embargo su situación financiera no fue mucho mejor que la de su antecesora y en 1885 acabó siendo absorbida por Norte. En 1941, la nacionalización del ferrocarril en España supuso la desaparición de esta última y su integración en la recién creada RENFE. Desde el 31 de diciembre de 2004 Renfe Operadora explota la línea mientras que Adif es la titular de las instalaciones ferroviarias.
En cuanto a la parte en ancho métrico, las instalaciones ferroviarias se sitúan en el tramo Aboño-Gijón abierto al tráfico en 1950. Las obras corrieron a cargo de una pequeña compañía conocida como la Sociedad de las Minas y Ferrocarril de Carreño. En 1974, y poco después de que el Estado lograra completar las obras de la línea Ferrol-Gijón, que precisamente reaprovechaba el recorrido del Ferrocarril de Carreño (entre Avilés y Gijón), la estación pasó a ser gestionada por la empresa pública FEVE. Esta mantuvo la titularidad del recinto hasta 2013, momento en el cual la explotación fue atribuida a Renfe Operadora y las instalaciones a Adif.

## La estación
Se encuentra al suroeste de Veriña. La parte de las instalaciones correspondiente a la red de ancho ibérico se sitúa en el extremo sur de las mismas y consta de un edificio de viajeros de dos alturas construido en ladrillo visto y cubierta a cuatro aguas, sin servicio en la actualidad. Dispone de dos andenes en curva que dan acceso a las 2 vías de que dispone la estación de ancho ibérico. Estos están comunicados mediante un paso superior el cual dispone de escaleras fijas para acceder al mismo, conectando también con el nivel de las instalaciones de ancho métrico. Estas constan de un edificio para viajeros, que forma una sencilla estructura de planta rectangular construida con ladrillo visto y recubierta por un tejado horizontal. Dispone de dos andenes curvados a los que acceden dos vías, los cuales están conectados por un paso a nivel peatonal. El andén opuesto al principal cuenta una pequeña marquesina para los viajeros. Cruzando de forma aérea la estación de norte a sur, se puede observar la cinta encargada de transportar el carbón de Aboño a Ensidesa.

## Servicios ferroviarios

### Cercanías
Forma parte de las líneas C-1 Gijón - Oviedo - Puente de los Fierros y C-4 Gijón - Cudillero de Cercanías Asturias.
La primera de ellas une Gijón y Oviedo con trenes cada 30 minutos los días laborables, mientras que los sábados, domingos y festivos el intervalo de paso se reduce a una hora. Hacia Puente de los Fierros solo continúan una decena de trenes que se reducen a seis los fines de semana porque el resto de trenes finalizan su trayecto en Pola de Lena. La duración del viaje es de unos 30 minutos a Oviedo y de algo menos de 10 minutos hasta Gijón en el mejor de los casos.
Para la segunda línea, al menos treinta trenes diarios, en ambos sentidos, se detienen entre semana en el recinto. La frecuencia disminuye durante los fines de semana y festivos.
| procedencia/destino | < estación            | Línea | estación > | destino/procedencia   |
| ------------------- | --------------------- | ----- | ---------- | --------------------- |
| Gijón               | Calzada de Asturias   |       | Monteana   | Puente de los Fierros |
| Gijón               | Centro de Transportes |       | Aboño      | Cudillero             |